# لوماتي وبري الثمار
.
1. ↑  "معلومات عن لوماتي وبري الثمار على موقع irmng.org". irmng.org. مؤرشف من الأصل في 2023-03-19.
2. ↑  المنظمة الدولية لمعلومات النبات (IOPI). "نتائج البحث عن اسم النبات" (HTML). المؤشر الدولي لأسماء النبات. اطلع عليه بتاريخ {{{تاريخ الوصول}}}. {{استشهاد ويب}}: تحقق من التاريخ في: |تاريخ الوصول= (مساعدة)
3. ↑  "معلومات عن لوماتي وبري الثمار على موقع itis.gov". itis.gov. مؤرشف من الأصل في 2023-03-19.